# 헤르베르트 폰 카라얀
헤르베르트 폰 카라얀(독일어: Herbert von Karajan, 어릴 적 본명 헤리베르트 리터 폰 카라얀 (Heribert Ritter von Karajan), 1908년 4월 5일 ~ 1989년 7월 16일)은 오스트리아의 지휘자이다. 그는 35년간 베를린 필하모니 오케스트라의 상임지휘자로 재직했다. 그는 1950년대 중반부터 죽을 때까지 서양 고전 음악의 지휘자였다.  그의 음반 판매량은 생전에만 1억 1,150만장 정도로 추정되며, 사후에 판매된 양을 포함하면 2억장이라고 하고 발매되지 않은 음반들도 존재하기에 서양 고전 음악 지휘자 중 가장 많다.

## 생애
헤르베르트 폰 카라얀은 1929년 울름 극장의 지휘자가 되었다. 그리고 그 해 막스 라인하르트가 주최한 음악회를 지휘했다. 그 뒤 나치 시절 나치에 가입하여 프랑스 정복, 오스트리아 합병 등 여러 행진곡을 지휘하였다.
제2차 세계 대전 이후 월터 레그에 의해 복직하여, 1955년부터 1989년까지 베를린 필하모닉의 종신 지휘자를 지냈으나 1980년대 베를린 필하모닉과 사이가 나빠지자 빈 필하모닉과 협연을 했다. 1967년부터 1989년까지 잘츠부르크 음악제 음악 감독을 지내다 1989년 심장마비로 쓰러져 잘츠부르크에 묻혔다.

### 가문

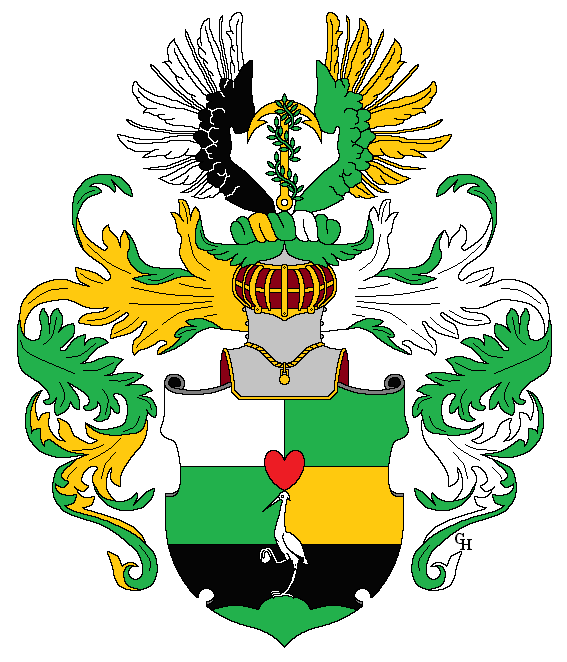
1792년의 카라얀 가족의 문장

헤르베르트 폰 카라얀은 그리스계의 잘츠부르크 중상류 가정에서 태어났다. 그의 고조부인 게오르크 요하네스 카라야니스(Γεώργιος Ιωάννης Καραγιάννης)는 코자니(Κοζάνη)에서 태어나서 1767년 빈으로 이주하여, 최종적으로 작센주의 켐니츠(Chemnitz)에 정착하였다. 그와 그의 형제는 작센의 의류 사업 설립에 뛰어들었고, 둘은 공로로 1792년 6월 1일 작센 선제후국의 프리드리히 아우구스트 3세 선제후(훗날 작센 왕국의 프리드리히 아우구스트 1세 국왕이 됨)에 의해 귀족이 되었다. 카라야니스라는 성은 카라얀이 되었고, 성에 귀족을 뜻하는 ‘폰(von)’이 붙게 되었다.

### 나치 독일 시대
1931년 12월 25일, 울름시립오페라극장의 수석 지휘자로 재임 시절에, 야로미르 바인베르거의 '백파이프 연주자 슈반더'를 상연하는 동안, 암살 미수 사건이 일어났다. 승진 누락에 앙심을 품은 악장이 안전장치가 풀린 장전된 권총을 소지하고 있다가, 공연이 시작하기 전 발각되어 30분 간 지연되었다.
1933년 4월 8일에 잘츠부르크에서 국가사회주의 독일 노동자당에 가입하면서 입회금을 납부하였다.(당원 번호 1.607.525) 그러나, 이 회원 자격은 1939년까지 공식적으로 유효기간이 남아있지만, 1933년 6월 이후, 오스트리아의 나치당이 적용한 금지령으로 인해 중단되었다. 1939년 뮌헨의 나치당 본부에서 오스트리아의 입회에 관한 재검토 과정에서 그 신분은 공식적으로 무효가 선언되었지만, 1933년 5월 1일에 울름에서 입회 날짜까지 소급하여 그의 현재 회원 번호는 3.430.914였다. 두 번의 당 입회 기록은 1993년 스웨덴계 독일 역사학자인 기젤라 탐센의 조사에 따르면, 존재하지 않는다고 하였다.

### 전후
1946년, 카라얀은 빈에서 빈 필하모닉과의 협연으로 전후 첫 공연을 열 계획이었으나 그의 나치 당원 자격으로 인해 소련 점령 당국에 의해 지휘가 금지되었다. 카라얀은 그 해 여름 익명으로 잘츠부르크 음악제에 참여하였다.
1947년 10월 28일, 카라얀은 금지 조치가 해제 된 이후 브람스의 독일 레퀴엠 녹음 작업을 위해 빈 필하모닉과의 협업으로 빈 음악협회에서 공식적인 전후 첫 공연을 진행했다.
1949년, 카라얀은 빈 음악협회의 예술 감독으로 취임하였으며 밀라노의 스칼라 극장에서 지휘자로 활동하였다. 당시 카라얀의 가장 눈에 띄는 활동 중 하나는 당시 런던에서 새로 결성된 필하모니아 오케스트라와의 협업으로, 필하모니아 오케스트라를 세계적인 수준으로 올려놓는데 크게 기여하였다. 카라얀은 1949년부터 시작하여 그가 갑작스러운 죽음을 맞을때까지 매년 루체른 음악제에 참여하였다.
1951년에서 1952년 사이, 카라얀은 바이로이트 축제극장에서 지휘자로 활동하였다.

### 베를린 필하모닉에서
1955년의 미국 순회공연에서 카라얀은 그의 과거 나치 당원 자격으로 인해 디트로이트에서의 공연이 금지되었고, 필하모니아 오케스트라의 음악 감독인 유진 오르만디는 그와의 악수를 거부하였으며 카네기 홀에서의 공연을 위해 베를린 필하모닉과 함께 뉴욕에 도착했을 때에는 시위대와 마주치기도 했다.
1956년, 카라얀은 빌헬름 푸르트벵글러의 후임으로 베를린 필하모닉의 종신 상임지휘자로 임명되었다.
1957년부터 1964년, 카라얀은 빈 국립 오페라 극장의 예술 감독으로 활동하였다. 

### 말기
카라얀의 말년에는 베를린 필하모닉과의 불화가 있었다. 1982년 여성 솔리스트인 자비네 마이어를 입단시키려 했으나, 단원들의 반대로 불화가 시작되었고, 1984년 방일공연 당시에는 ‘돈 후안’ 공연 중 초반 솔리스트의 연주가 꼬이는 바람에 처음부터 다시 시작한 일도 있었다. 
카라얀은 1980년대 이후에 1981년, 1984년, 1988년에 일본 공연을 진행했는데 1986년에 예정되어 있던 일본 공연은 건강상의 이유로 취소되었다. 1984년 10월27~29일 서울에서 내한 공연을 가졌으며, 베토벤 교향곡 제 6번 ‘전원’ & 5번 ‘운명’ , 브람스 교향곡 제 1번 & 모차르트 디베르티벤토 제15번을 세종문화회관에서 공연했으며 카라얀은 세종문화회관을 매우 큰 홀이라면서 좋아했다고 한다. 카라얀의 영상은 1988년 12월 31일에 녹화된 ‘프로코피예프 교향곡 1번 & 차이콥스키 피아노 협주곡 1번’이 마지막 녹화이며, 최후의 녹음은 1989년 빈필하모닉과 녹음한 ‘브루크너 교향곡 제7번’이다. 
1989년 7월16일 오스트리아 잘츠부르크의 자택에서 소니 부회장과 자신의 부지에 CD공장을 짓는데 관한 대화를 하다 심근경색으로 타계했다. 전날 조수미와 리허설을 할 때부터 심장이 좋지 않았는데, 사망 당일 주치의가 방문했으나 ‘중국의 황제가 와도 방해할 수 없다.’며 돌려보냈고 그게 화근이 되어서 사망했다.

## 음악성
메조소프라노 가수로 유명한 크리스타 루트비히는 그를 '카라얀은 신과 같다'고 표현했다.

## 수상과 훈장

### 오스트리아 훈장
- 오스트리아 과학 예술 훈장
 - 잘츠부르크주 훈장 명예 대십자장

### 외국 훈장
- 이탈리아 공화국 공로 훈장 대장교장
 - 독일연방공화국 공로 훈장 연방공로십자장

## 참고 문헌
- Raymond Holden, The Virtuoso Conductors: The Central European Tradition from Wagner to Karajan (2005), Yale University Press, ISBN 0-300-09326-8
- Norman Lebrecht The Maestro Myth: Great Conductors in Pursuit of Power (2001) Citadel Press, ISBN 0-8065-2088-4
- Ivan March, Edward Greenfield, and Robert Layton Penguin Guide to Compact Discs, ISBN 0-14-051367-1
- Richard Osborne, Herbert von Karajan (1998), Chatto & Windus (London), ISBN 0-7011-6714-9